# Get the Picture? (album des Pretty Things)
Pour les articles homonymes, voir Get the Picture.
Albums de The Pretty Things
The Pretty Things
(1965) Emotions
(1967)
Get the Picture? est le deuxième album des Pretty Things, sorti fin 1965.

## Titres

### Face 1
1. You Don't Believe Me (Graham, May, Morrell, Page) — 2:23
2. Buzz the Jerk (May, Taylor) — 1:54
3. Get the Picture? (May, Taylor) — 1:55
4. Can't Stand the Pain (Graham, May, Taylor) — 1:55
5. Rainin' in My Heart (Moore, West) — 2:30
6. We'll Play House (May, Taylor) — 2:33

### Face 2
1. You'll Never Do It Baby (Fox, Smith) — 2:26
2. I Had a Dream (Witherspoon) — 2:58
3. I Want Your Love (Dee, Tarr) — 2:16
4. London Town (Russell) — 2:26
5. Cry to Me (Russell) — 2:51
6. Gonna Find a Substitute (Turner) — 2:57

### Titres bonus
Get the Picture? a été réédité en CD chez Snapper en 2000, puis chez Repertoire en 2002. Ces deux rééditions comprennent six titres bonus, provenant de singles et d'EP.
1. Get a Buzz (Pretty Things) — 4:01
2. Sittin' All Alone (May, Sterling, Taylor) — 2:47
3. Midnight to Six Man (Graham, Taylor) — 2:19
4. Me Needing You (May, Taylor) — 1:58
5. Come See Me (Barnes, Jackson, Tubbs) — 2:38
6. £.S.D. (May, Taylor) — 4:58

## Musiciens
- Phil May : chant
- Dick Taylor : guitare
- Brian Pendleton : guitare rythmique
- John Stax : basse
- Viv Prince : batterie